# Трёхпалая якамара
Трёхпалая якамара (лат. Jacamaralcyon tridactyla) — птица из семейства якамаровых. Единственный представитель рода Jacamaralcyon.

## Описание
Длина тела в среднем 18 см. Большая часть оперения черноватая с зеленоватым отливом на крыльях. На голове полосы коричневато-жёлтого цвета, грудь и брюхо от беловатого до желтоватого цвета. Клюв чёрный. Как следует из названия, имеет только три пальца на каждой ноге.

## Ареал и места обитания
Трёхпалая якамара является эндемиком Бразилии. Она обитает в субтропических и тропических сухих и влажных низинных лесах и на плантациях. 

## Образ жизни
Живёт в малых группах вблизи берегов рек или ручьёв, рядом с которыми гнездится. Питается насекомыми.

## Охрана
Вид находится под угрозой из-за потери мест обитания.